# 莒州
莒州（きょしゅう）は、中国にかつて存在した州。北周から隋代にかけて、金代から民国初年にかけて、現在の山東省日照市と臨沂市北部に設置された。

## 魏晋南北朝時代
468年（皇興2年）、北魏により設置された南青州を前身とする。北周により莒州と改称された。

## 隋代
隋初には、莒州は2郡5県を管轄した。583年（開皇3年）、隋が郡制を廃すると、莒州義塘郡の管轄県の懐仁・義塘・帰義の3県は海州に統合された。605年（大業元年）、莒州は廃止され、管轄県の東莞・莒の2県は沂州に統合された。

## 金代
1182年（大定22年）、金により密州莒県に莒州が置かれた。莒州は山東東路に属し、莒・沂水・日照の3県と沂安・濤洛の2鎮を管轄した。

## 元代
元のとき、莒州は益都路に属し、莒・沂水・日照・蒙陰の4県を管轄した。

## 明代以降
1369年（洪武2年）、明により莒県は廃止され、莒州に編入された。莒州は青州府に属し、沂水・日照の2県を管轄した。
1724年（雍正2年）、清により莒州は直隷州に昇格した。1735年（雍正13年）、莒州は沂州府に転属し、属県を持たない散州となった。
1912年、中華民国により莒州は廃止され、莒県と改められた。